# 287
287是286與288之間的自然數。

## 在數學中
- 合數，正因數有1、7、41和287。
質因數分解為{\displaystyle 7\times 41}。
- 虧數，真因數和為49，虧度為238。
- 不尋常數，大於平方根的質因數為41。
- 第89個半質數。前一個為278、下一個為289。
- 無平方數因數的數。
- 十进制的等數位數。
- 無平方數因數的數
- 五邊形數
- {\displaystyle 6\times 287\pm 1}是孿生質數
- 3個連續質數和（89+97+101）
- 5個連續質數和（47+53+59+61+67）
- 9個連續質數和（17+19+23+29+31+37+41+43+47）

## 在人類文化中
- 1864年出版的《地心歷險記》，有287頁
- 女王塔 (倫敦)曾經是帝國研究院的一部分，也是它唯一保留下來的建築，塔高287英尺
- B-17轟炸機的最大速度為287英里／小時
- 路易斯維爾大學Belknap校區有287畝
- 是美國87號州際公路的補助線

## 在科學中
- 延胡索酸的熔點為287°C
- 白磷的沸點為287°C

## 在天文中
- NGC 287 是雙魚座的一個星系
- 雙魚座矮星系以287km/s的速度接近銀河系
- S/2000 J 11是環繞木星運行的一顆衛星，公轉周期287日
- 六分儀座α距離地球287光年
- 白伊是月球環形山，直徑287km
- 地球的平均表面溫度為287K

## 在其他領域中
- 西元287年和前287年
- 八丈島位於東京南方海上287公里
- 錦葵紫的HSV為（287°, 70%, 100%）